# Йохан I (Спонхайм-Кройцнах)
Йохан I фон Спонхайм-Кройцнах (на немски: Johann I von Sponheim-Kreuznach, „der Lahme“; * между 1245 и 1250; † 28 януари 1290) от род Спанхайми (линията Кройцнах) е граф на предното Графство Спонхайм от 1265 до 1290 г.

## Биография
Той е син на граф Симон I (1210/15 – 1264) и Маргарета фон Хаймбах/Хенгебах (* 1218; † 1291/1299), дъщеря на Еберхард III фон Хаймбах/Хенгебах, фогт фон Цюлпих († 1237), и Елизабет фон Хохщаден († сл. 1253), дъщеря на Лотар I фон Аре-Хохщаден.
След смъртта на баща му той поема графството през 1265 г. Същата година Йохан се жени на 15 март за Аделхайд фон Лайнинген-Ландек. Първо управлява сам, след това заедно с братята му Хайнрих и Еберхард. През 1277 г. следва подялба на територията под ръководството на роднините му от долното графство Спонхайм и на графовете на Сайн.
Йохан I и Аделхайд са погребани в манастир Пфафен-Швабенхайм.

## Деца
Йохан I и Аделхайд фон Лайнинген-Ландек († между 20 септември 1296 и 12 май 1301), дъщеря на граф Емих IV фон Лайнинген-Франкенщайн-Гунтерсблум-Ландек († 1281) и Елизабет д' Аспремонт († 1264), имат децата:
- Симон II (1270 – 1336), граф на предното графство Спонхайм
- Йохан II (1270/75 – 1340), граф на предното графство Спонхайм
- Емих († 1325), домхер в Кьолн, Трир и др., архидякон
- Готфрид († 1316), свещеник в Зобернхайм
- Аделхайд, монахиня в манастир Ноенмюнстер Вормс
- Анна († 1311), ∞ 1299 г. граф Лудвиг VIII фон Ринек-Ротенфелс († 1333), син на граф Лудвиг VI фон Ринек († 1291)
- Мехтхилд